# Плаващ кран
Плаващ кра́н (на английски: Floating crane или на френски: Grue flot-tante) е кран от стреловия тип на самоходен или несамоходен понтон, предназначен за негова основа и придвижване.
Основните изисквания на Морския Регистър, предявявани към понтоните на плаващите кранове са здравина на конструкцията, плавучест и устойчивост.

## Класификация

### Според конструкцията на надстройката
Според конструкцията на надстройката се разделят на неподвижни, подвижни и комбинирани, които на свой ред също се делят на отделни видове.

#### Неподвижни
Към този тип се отнасят:
- Мачтовите кранове (с неподвижни мачти) имат проста конструкция и ниска себестойност. Хоризонталното придвижване на товара се осъществява с преместването на понтона. Производителността на такива кранове е много малка[2].
- Двуопорните[2].
- Кранове с люлееща (накланяща се) стрела. Крановете с накланяща стрела са най-пригодните за работа с тежки товари и са по-производителни от мачтовите. Имат проста конструкция, ниска стойност и голяма товароподемност. Стрелата на тези кранове се състои от две стойки, сходящи към върха под остър ъгъл, и имат шарнирно крепление в носовата част на понтона. Издигането на стрелата се осъществява с твърда връзка (хидравличен цилиндър, зъбна рейка или винт) или с помощта на полиспастен механизъм (например, на крана „Витяз“). Стрелата в транспортно положение се закрепва на специална опора. За тази операция се използват стрелоподемна и спомагателна лебедка[2].

#### Подвижни
Също се наричат и универсални. Подвижните кранове са най-производителни: техните стрели не само се накланят, но и се въртят около вертикалната им ос. Товароподемността на такива кранове се измерва в широки граници и може да достига стотици тонове. Подвижни кранове на свой ред се делят на:
- С подвижна платформа или с колона[2].

#### Комбинирани
Към този тип се отнасят плаващите двуопорни кранове, по моста на които се движи подвижен кран. Плаващият двуопорен кран е обикновен такъв поставен на понтон. Моста на крана е разположен по дължината на надлъжната ос на понтона, а неговата единствена конзола излиза отвъд контурите на понтона на разстояние, понякога наричано извънгабаритно. Това разстояние обикновено съставлява 7 – 10 m. Товароподемността на плаващите двуопорни кранове достига 500 t. Но, вследствие на голямото им металосъдържание плаващите двуопорни кранове не се произвеждат в СССР.

### Според предназначението
Плаващите кранове според тяхното предназначение се делят на:
- Кранове за товаро-разтоварни работи в пристанищата[2].
- Кранове за монтажни работи[2].

## Описание
Плаващите кранове могат да бъдат самоходни и несамоходни. Ако крана трябва да обслужва няколко порта или да се премества на значителни разстояния – той трябва да е самоходен. В този случай се използват понтони с корабни обводи.

## Товаро-разтоварни кранове
Съгласно ГОСТ 5534 – 79:
- Товароподемността им съставлява 5, 16 и 25 t[2].
- Максималното опъване на стрелата – 30 m[2].
- Минималното опъване на стрелата – 9 – 11 m[2].
- Височината на подем над нивото на водата – 18,5 – 25 m[2].
- Дълбочината на спускане под нивото на водата (например, в трюм на съд) – не по-малко от 11 – 20 m[2].

## Монтажни кранове
Плаващите кранове, предназначени за монтажни работи, се използват при изграждане на хидротехнически съоръжения, за работи в корабостроителните и кораборемонтните заводи. Обикновено тези кранове са с голяма товароподемност:
- Крана произведен от фирмата „Демаг“ (Demag Cranes AG) с товароподемност 350 t е използван при реконструкцията на ленинградските мостове и при монтажа на 80 „тонни“ кранове, при превоза на портални кранове от един район на порта в друг и т.н[2].
- Крана производство на Завода за подемно-транспортно оборудване С. М. Киров (ЗПТО Киров) с товароподемност 250 t е произведен за монтаж на нефтени вишки в Каспийско море[2].
- Плаващият кран „Черноморец“ с товароподемност 100 t и плаващия кран „Богатир“ с товароподемност 300 t са удостоени с Държавна награда на СССР[2].
- Плаващият кран „Витяз“ с товароподемност 1600 t се използва за работа с тежки товари: при поставяне на опори монтирани на брега от конструкции на мост през река. Освен главен подем, този кран има и спомагателен, с товароподемност 200 t. Опъването на стрелата при главния подем е 12 m, а на спомагателния – 28,5 m[2].
- Плаващият кран Захарий LK-600 построен за монтажа на Подолския мостов преход в Киев (Украйна).

## Устройство
Плаващите кранове се състоят от горна надстройка (собствено самия кран) и понтон. Преимущество на плаващите кранове е способността им да се преместват от един порт в друг и сравнително ниската им стойност при голяма товароподемност. Няколко плаващи кранове с товароподемност от сто до няколкостотин тона могат да обслужват всчкакви товари в пределите на голяма акватория.
Понтоните, подобно на корпусите на съдовете се състоят от напречни (шпангоути и палубни бимсове) и надлъжни (кил и килсони) елементи, обшити с листова стомана. По форма понтоните представляват паралелепипед със заоблени ъгли, или имат корабни обводи. Понтоните с правоъгълни ъгли имат плоско дъно и срез в кърмовата (или носовата) част. Понякога крана се монтира на два понтона (кран-катамаран). В този случай всеки понтон има повече или по-малко ясно изразен кил и форма, аналогична на формата на корпуса на обикновен съд. Понтоните на плаващите кранове понякога се правят непотопяеми, т.е.с снабдяват се с надлъжни и напречни прегради.
За увеличаване на устойчивостта на плаващия кран, т.е. способността му да се връща от отклонено положение в първоначалното след сваляне на натоварването, се понижава неговия център на тежестта. За това се избягват високите надстройки, а жилищните помещения за якипажа на крана и складовете са разположение вътре в понтона. На палубата се издава само рубката, камбуза и столовата. Вътре в понтона, надлъжно на неговите бордове, се разполагат танковете (цистерните) за дизелно гориво и прясна вода.
Механизмите на плаващите кранове имат, като правило, дизел-електрическо задвижване. В качество на движител се използват гребни винтове или кроловидни движители.

## Употреба
Плаващите кранове са предназначени за работи, провеждани на вода. За масовите товаро-разтоварни работи се използват кранове (обикновено несамоходни) с товароподемност до 25 t с опъване на стрелата до 35 m; за работи на много големи съдове – тежка категория, а също за строително-монтажни, корабостроителни и аварийно-спасителни работи – подвижни кранове с товароподемност до 350 t (обикновено самоходни) с опъване на стрелата до 60 m.

## Маркировка на крановете
- Маркировка на крановете